# Cimetière militaire britannique de la route de Serre (Beaumont-Hamel)
Le cimetière militaire britannique de la route de Serre no 2 (Serre road cemetery no 2) est un cimetière militaire de la Première Guerre mondiale, situé, à cheval, sur le territoire de la commune de Beaumont-Hamel, dans le département de la Somme, au nord-est d'Amiens, et sur le territoire de la commune d'Hébuterne dans le département du Pas-de-Calais.

## Histoire

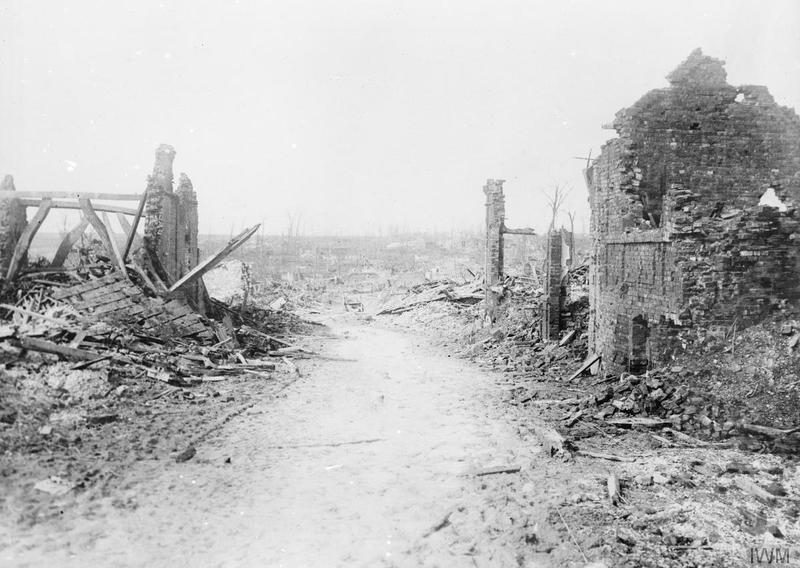
Les ruines du village après la bataille de l'Ancre en mars 1917.

Le cimetière est situé dans le no man's land qui séparait les tranchées allemandes et britanniques avant le 1er juillet 1916, date de déclenchement de la bataille de la Somme. Le 1er juillet 1916, premier jour de la bataille de la Somme, les troupes britanniques attaquèrent sans succès le hameau de Serre-lès-Puisieux, hameau qui changea ensuite plusieurs fois de camp. À la fin février 1917, après le repli allemand, l'armée britannique prit possession du village de Serre. Au printemps 1917, les champs de bataille de la Somme et de l'Ancre sont dégagés par le Ve Corps et un certain nombre de nouveaux cimetières sont créés, dont trois, avec celui-ci, portent désormais le nom de la route de Serre : le Serre Road Cemetery N°1 et le Serre Road Cemetery N°3. En mai de la même année, la nécropole britannique fut créée. Après le 11 novembre 1918, des milliers de corps y furent inhumés avec l'apport de victimes inhumées dans de nombreux cimetières provisoires des alentours. Les inhumations continuèrent jusqu'en 1934.

## Caractéristiques
Le cimetière militaire britannique de la route de Serre à Beaumont-Hamel est la plus vaste nécropole britannique du département de la Somme. Il rassemble 7 139 corps dont 5 971 britanniques, 699 Australiens, 301 Canadiens, 116 Néo-Zélandais, 39 Sud-Africains. 4 943 corps n'ont pu être identifiés.
La plupart des soldats inhumés dans ce cimetière sont morts au cours de la bataille de la Somme du 1er juillet au 18 novembre 1916.
On pénètre dans la nécropole par un porche monumental en pierre blanche, formant une sorte d'arc de triomphe. Il a un plan rectangulaire de 120 m sur 90. Il est clos par un muret de moellons. Le cimetière a été conçu par l'architecte britannique Edwin Lutyens.
Le cimetière est situé à deux kilomètres au sud-ouest du village, le long de la D 919 après le hameau de Serre-lès-Puisieux. Deux autres cimetières militaires se trouvent à proximité immédiate : la nécropole nationale de Serre-Hébuterne (Beaumont-Hamel) et le Serre Road Cemetery N°1.

## Galerie

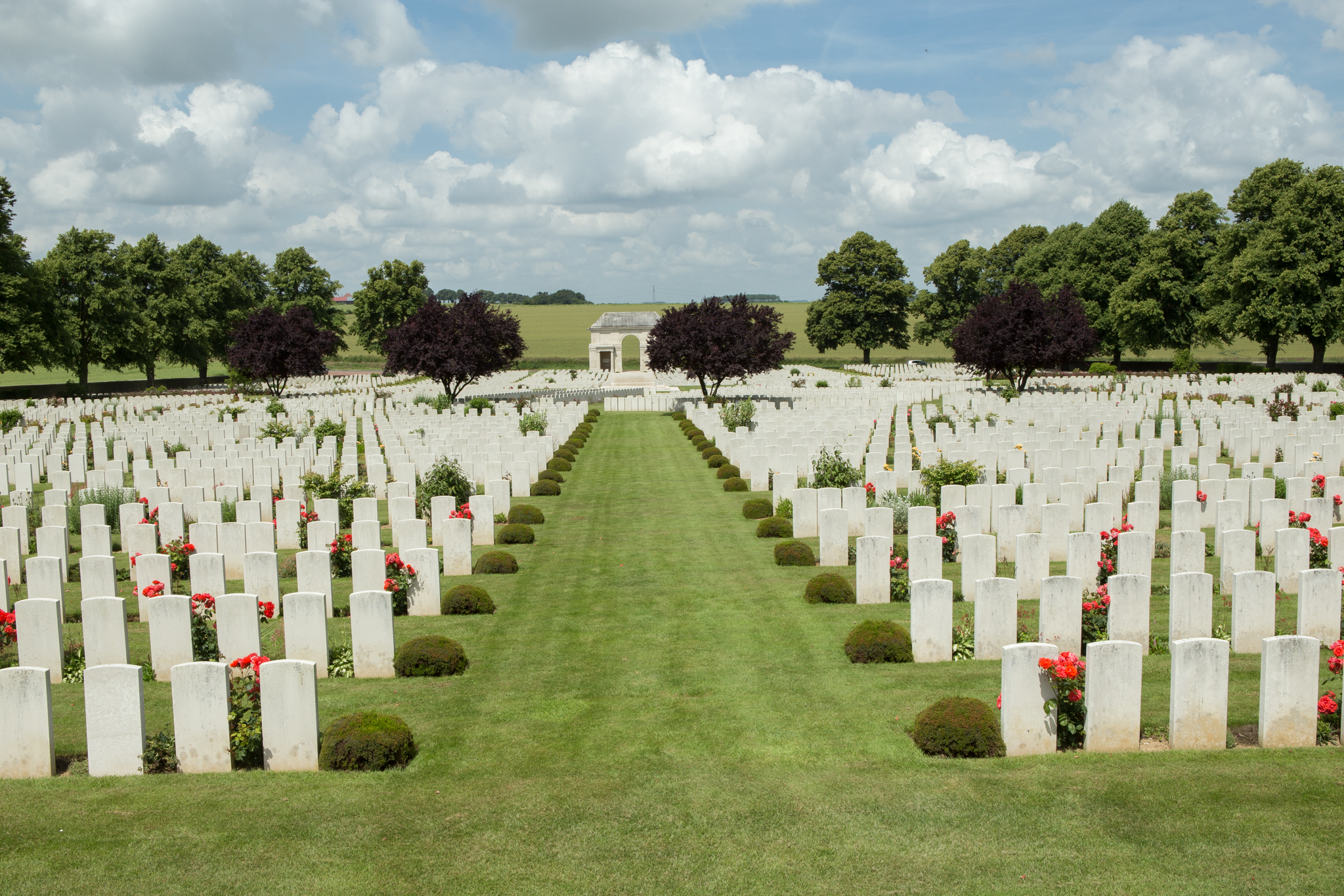
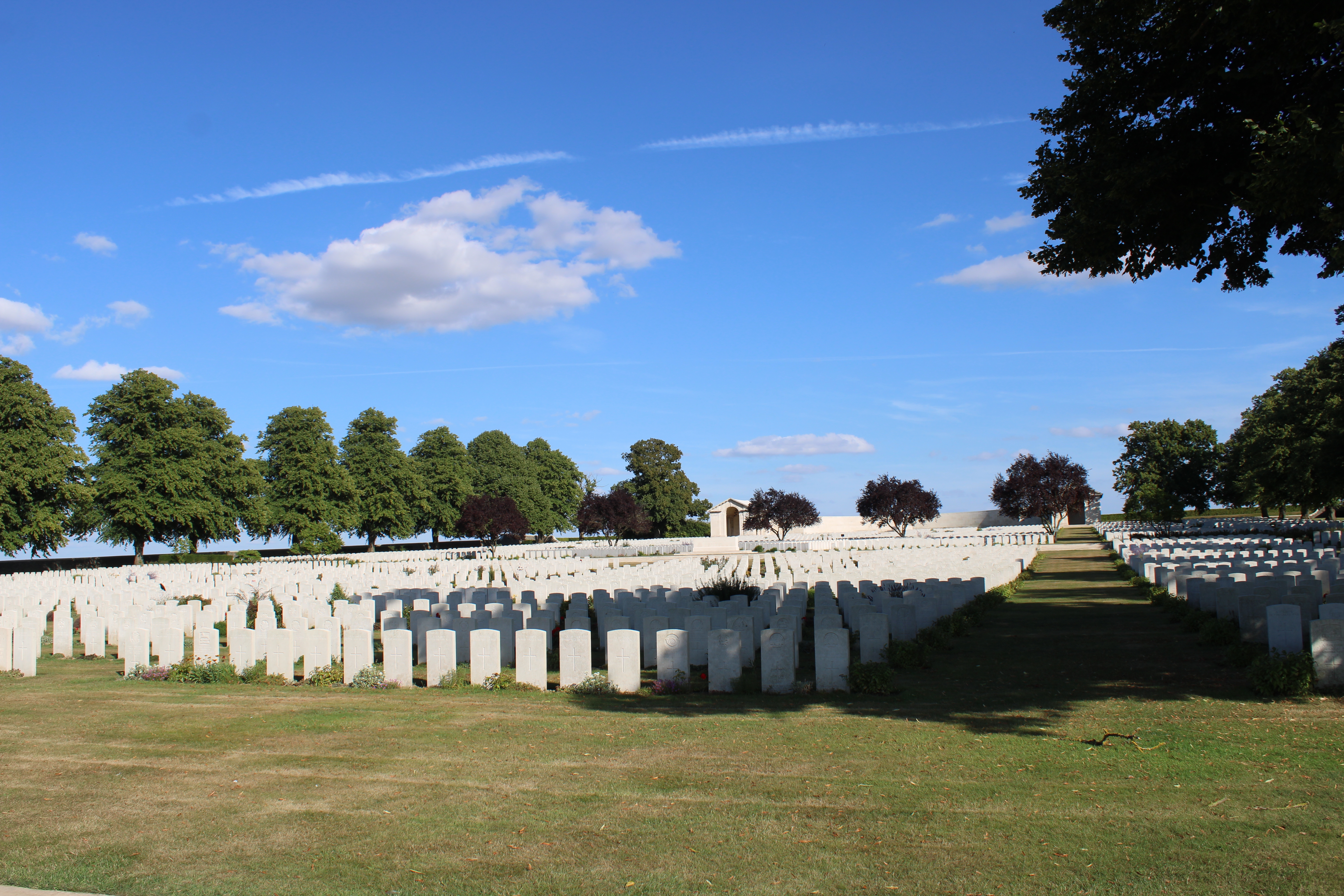
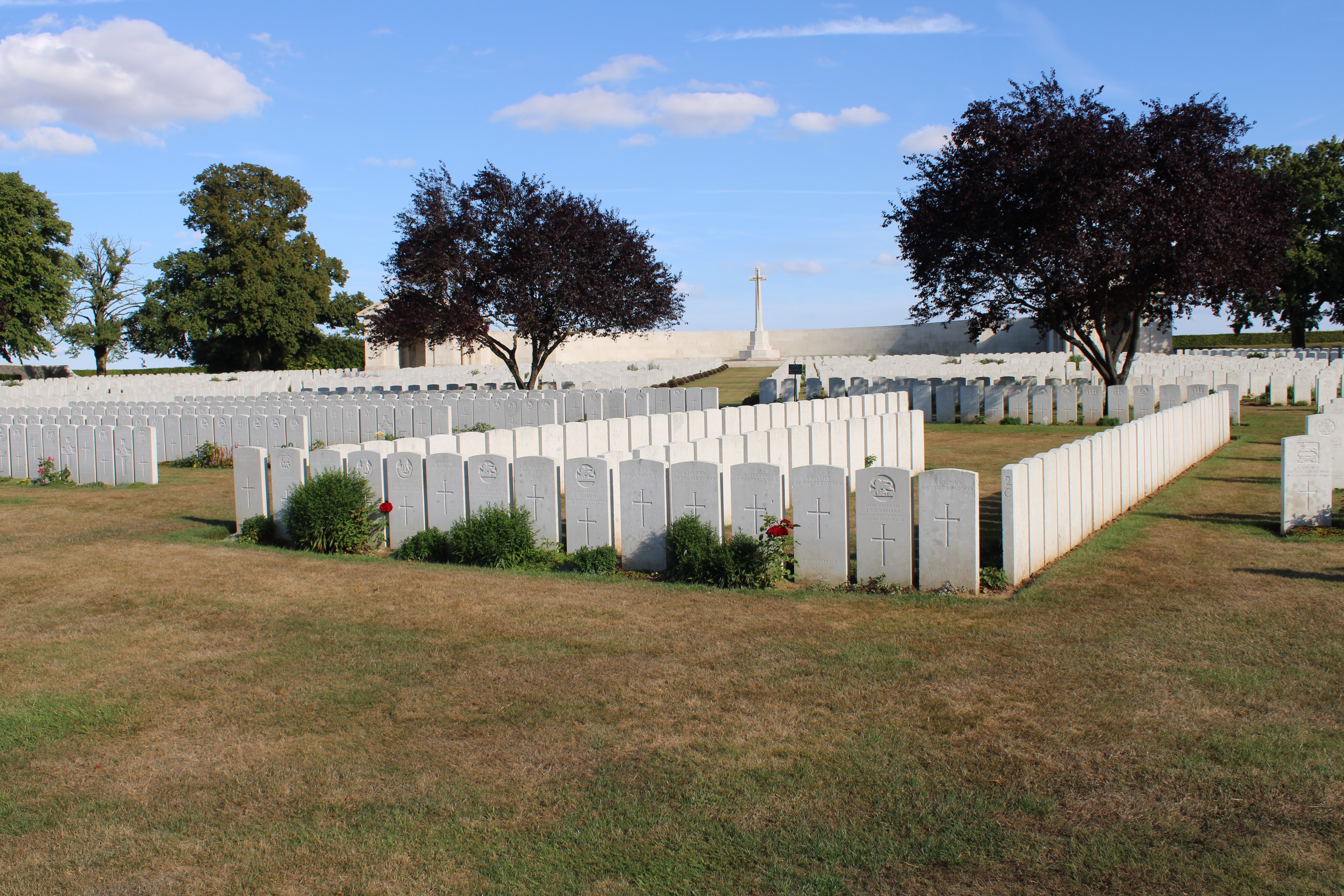
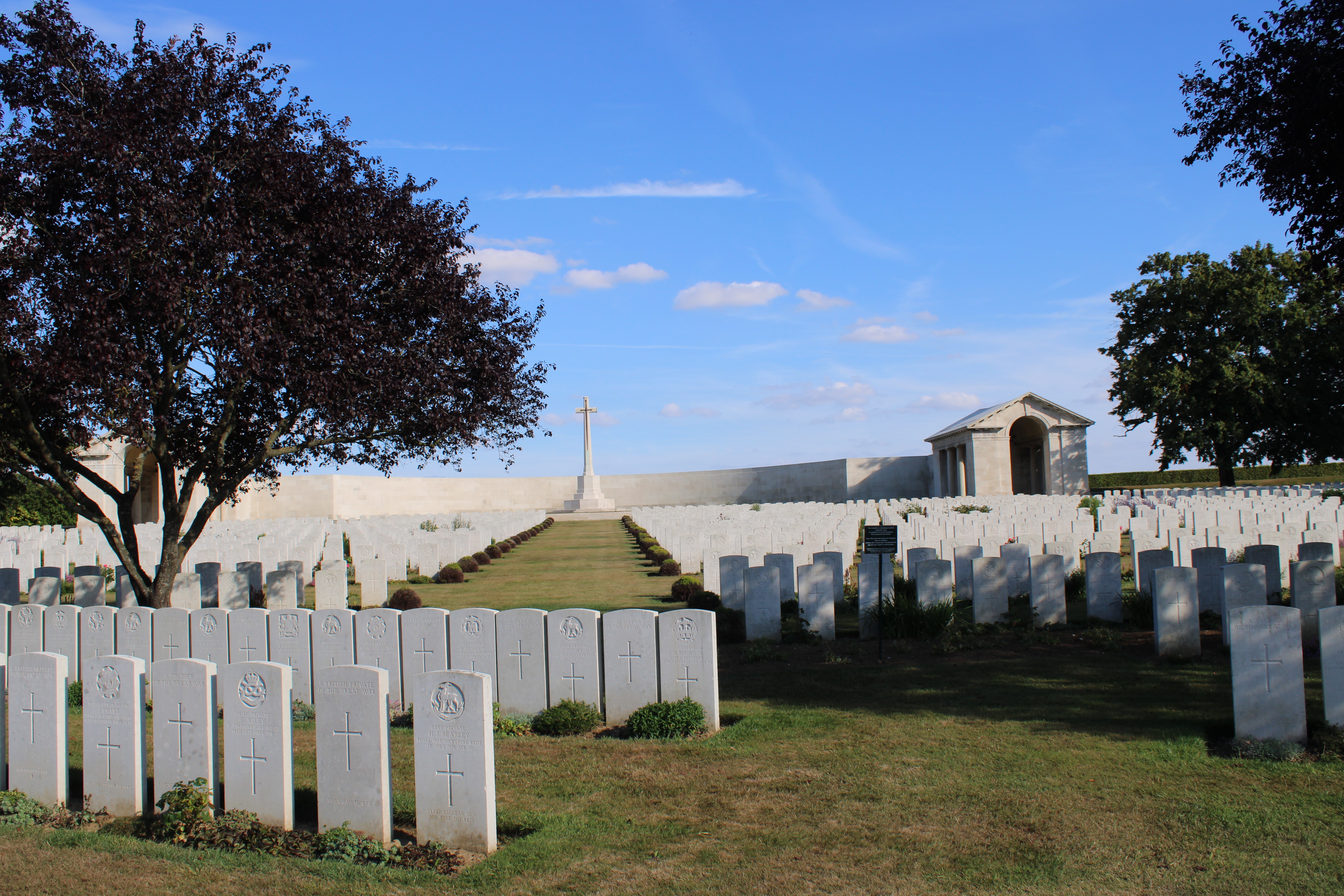
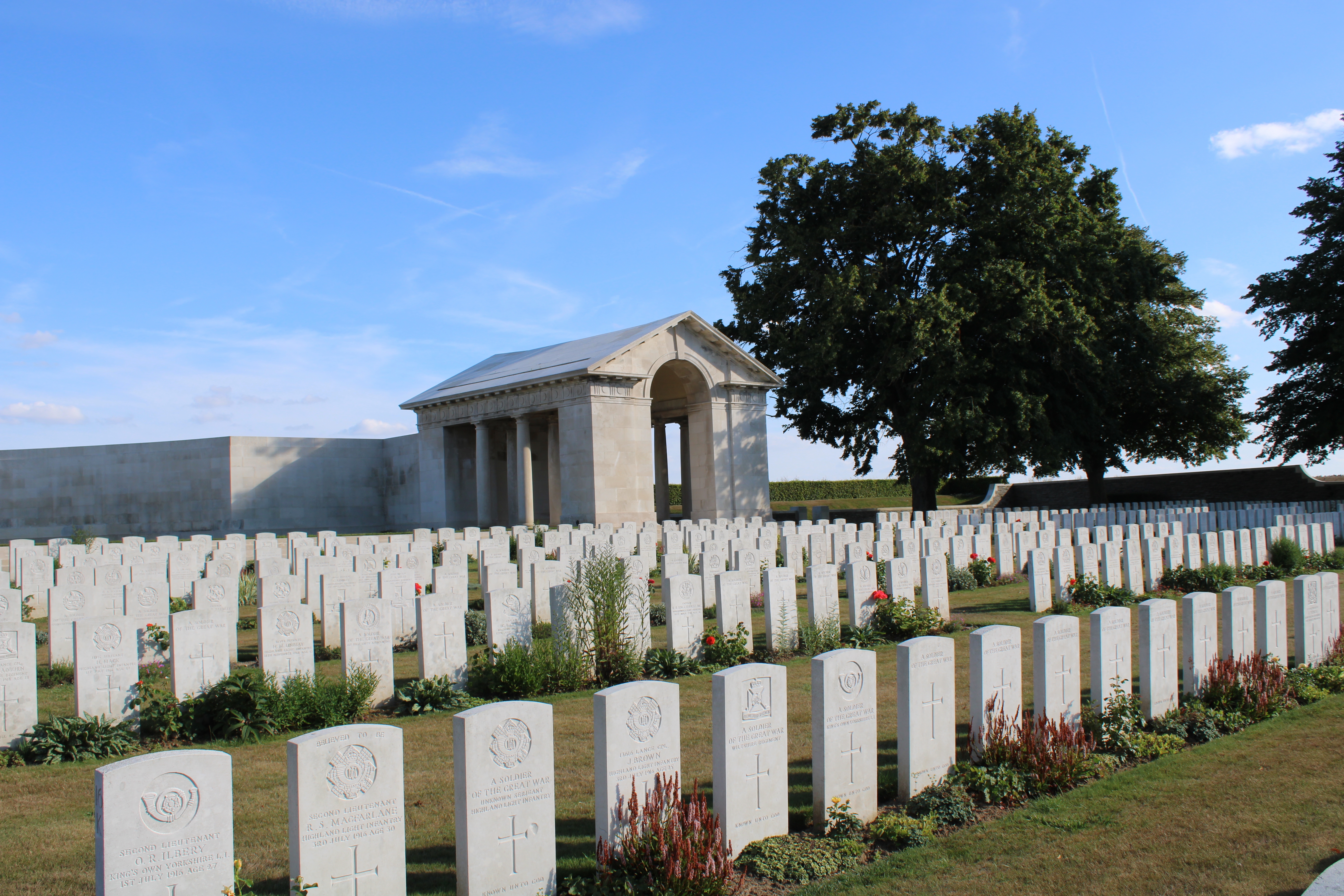
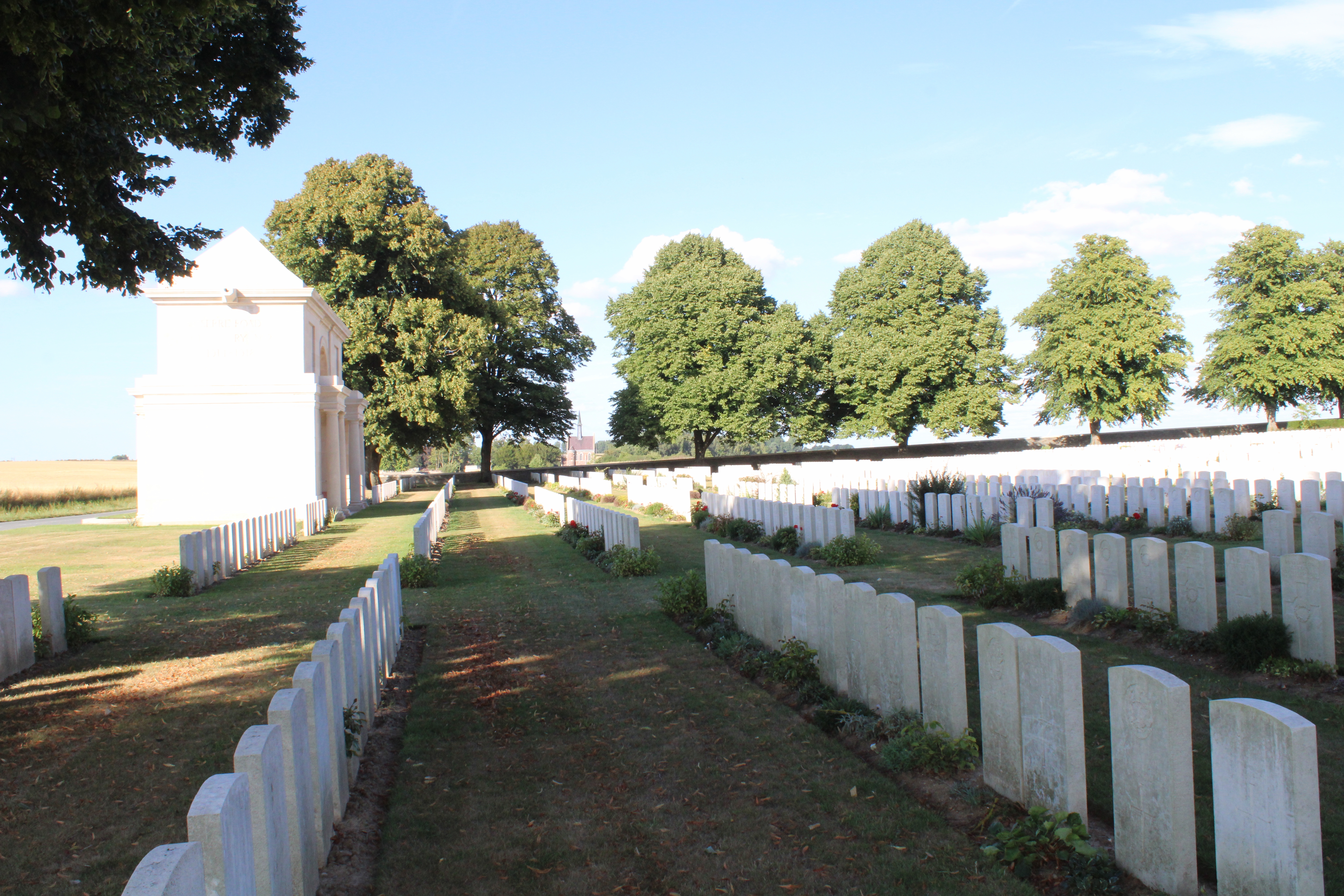
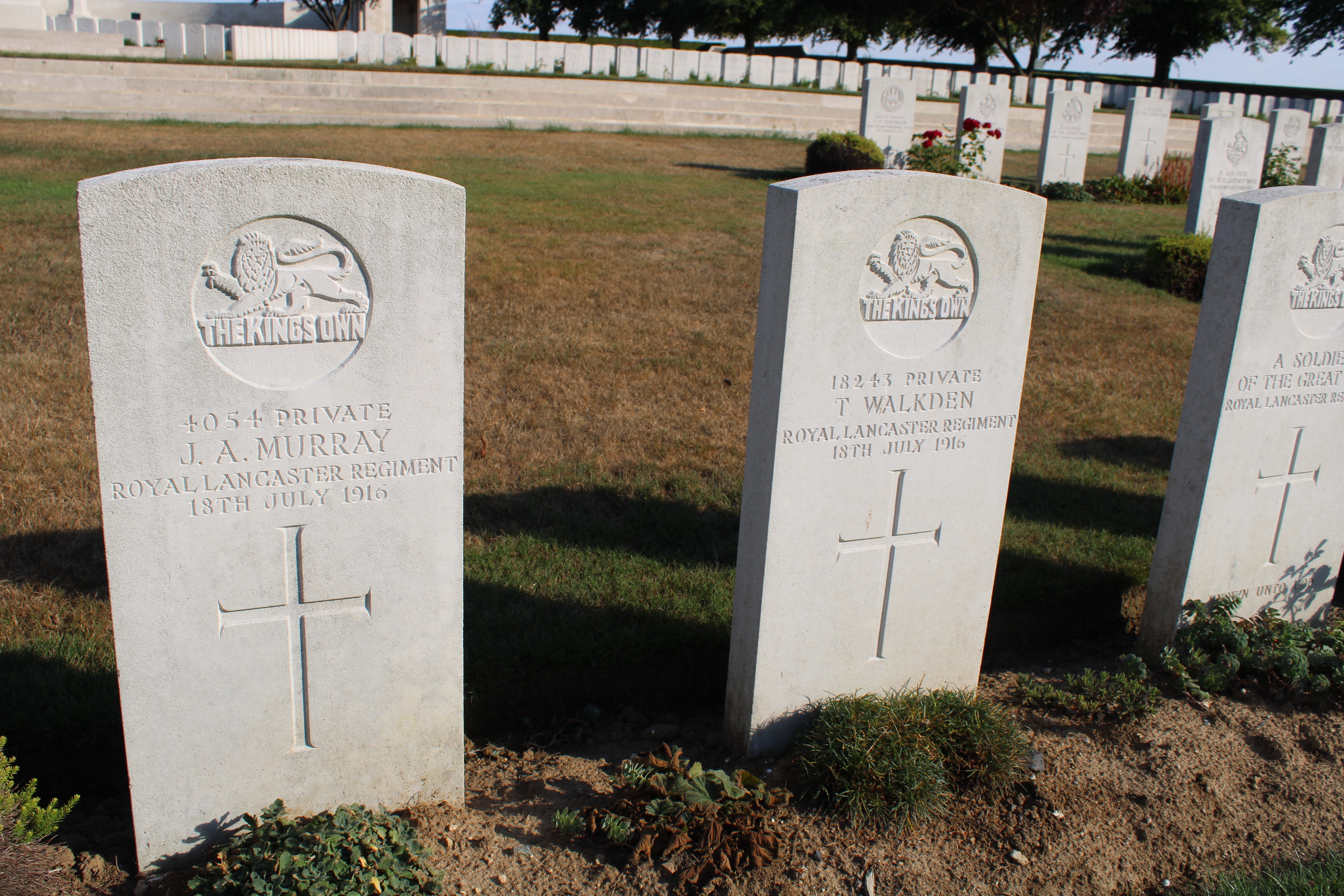

## Pour approfondir